# Стара Весь-Стасін
Стара Весь-Стасін (пол. Stara Wieś-Stasin) — село в Польщі, у гміні Ленчна Ленчинського повіту Люблінського воєводства.